# Râul Lișmănița
Râul Lișmănița este un curs de apă, afluent al râului Podriga. 